# استان برکان
استان برکان (به فرانسوی: Province de Berkane) یک استان در مراکش است که در منطقه شرق واقع شده‌است.استان برکان ۲۷۰٬۳۲۸ نفر جمعیت دارد.